# Giorgi Charabadze
Giorgi Charabadze (gruz. გიორგი ხარაბაძე; ur. 11 maja 1997 w Kutaisi) – gruziński bokser, olimpijczyk z Tokio.

## Przebieg kariery
Zadebiutował w 2013 roku, startując na mistrzostwach świata juniorów w Kijowie i przegrywając ćwierćfinałowy pojedynek z reprezentantem Uzbekistanu Eldarem Merzhanovem. Uczestniczył w mistrzostwach Europy juniorów w rosyjskiej Anapie, gdzie wywalczył złoty medal po wygraniu finałowego pojedynku z reprezentantem Ukrainy Stepanem Grekułem. Reprezentował swój kraj na igrzyskach olimpijskich młodzieży w Nankinie, jednak nie zdobył tu żadnego medalu. Był półfinalistą mistrzostw Europy młodzieży w Zagrzebiu, w tej fazie został pokonany przez Irlandczyka Johna Joyce'a.
W 2018 roku został srebrnym medalistą mistrzostw Europy do lat 22 w rumuńskim Târgu Jiu, walkę o najcenniejsze trofeum przegrał z ukraińskim bokserem Ołeksijem Tokarczukiem. Startował na rozgrywanych w Mińsku igrzyskach europejskich, tam odpadł w drugiej rundzie po przegranej walce z Kamranem Szachsuwarłym. W czasie igrzysk olimpijskich w Tokio stoczył tylko jeden pojedynek, w pierwszej rundzie przegrał wynikiem 0:5 pojedynek z uzbeckim bokserem Fanatem Qahramonovem. Był uczestnikiem mistrzostw świata seniorów w Belgradzie, tamtejsze zmagania zakończył w drugiej rundzie.